# Symfonie nr. 1 (Van Gilse)
Jan van Gilse voltooide zijn Symfonie nr. 1 in F majeur op 12 juni 1901.
De symfonie is een jeugdwerk; Van Gilse was amper 19 jaar en was nog in opleiding bij Franz Wüllner aan het Hochschule für Musik und Tanz Keulen. De symfonie ging in première op 5 juli 1901 (examen). Vervolgens trok Jan van Gilse naar Berlijn om er te gaan studeren bij Engelbert Humperdinck. De Arnhemse Concert Vereniging onder leiding van Martin Heuckeroth speelde het werk in Arnhem en Nijmegen met een Nederlandse première op 9 februari 1902. Wellicht speelde de vader Jan van Gilse sr. daarbij een rol; hij was destijds voorzitter van het orkest, maar van Heuckeroth is bekend, dat hij in zijn Gelderse periode een voorkeur voor Duitse muziek toonde. Later dat jaar speelt het orkest het werk opnieuw. De uitvoeringen kregen positieve recensies in de Arnhemsche Courant; het noemde het werk een grote belofte. De symfonie leverde de componist eind 1902 een studiebeurs van het Beethoven-Haus in Bonn voor twee jaar studie op.
De partituur vermeldt echter geen andere uitvoeringen meer. In september 2007 nam het Netherlands Symphony Orchestra (Nederlandse naam Orkest van het Oosten) het werk op onder leiding van David Porcelijn voor het Duitse platenlabel cpo. De muziek vertoont daarbij invloeden van Johannes Brahms.
De symfonie kent de standaardindeling van vier delen:
- Allegro moderato
- Adagio non troppo
- Scherzo: Molto allegro con fuoco
- Finale – Allegro con spirito